# Кальфа, Семён Фёдорович
Семён Фёдорович Ка́льфа (28 февраля [11 марта] 1892, Одесса, Херсонская губерния — 12 января 1979, Одесса) — русский и советский врач-офтальмолог. Доктор медицинских наук (1936), профессор Одесского медицинского института (1936). Представитель Одесской офтальмологической школы, ученик С. С. Головина и В. П. Филатова.

## Биография
Родился 28 февраля (11 марта) 1892 года в Одессе в караимской семье. Участвовал в жизни местной караимской общины, играл в самодеятельных спектаклях («Караимская свадьба» по пьесе Т. Оксюз и др.).
В 1911 году поступил на медицинский факультет Императорского Новороссийского университета. Участвовал в Первой мировой войне. По окончании университета в 1916 году, остался на факультете, где и начал трудовую деятельность на кафедре глазных болезней. С 1916 по 1921 год — ординатор, с 1921 по 1929 — ассистент, с 1929 по 1936 — доцент Одесского медицинского института (ОМИ). В 1936 году защитил докторскую диссертацию «Эластотонометрические исследования». В 1936—1941 и 1944—1952 годах — профессор ОМИ. Во время Великой Отечественной войны служил военным врачом, начальником отделения эвакогоспиталя (1941), директором Туркменского трахоматозного института в Ашхабаде (1942—1944). В 1957—1970 году — заведующий кафедрой глазных болезней ОМИ. Параллельно, в 1936—1939 и 1944—1952 годах, работал заместителем директора по научной работе в Одесском НИИ глазных болезней и тканевой терапии имени В. П. Филатова, в создании которого принимал активное участие.
Умер 12 января 1979 года в Одессе.

### Семья
Отец — Юфуда Моисеевич Кальфа, староста одесской кенассы, жил на пер. Базарном, 8.
Жена — Александра Исааковна Кальфа, учитель немецкого языка.
- Дочь — Нина Семёновна Кальфа (род. 1925), врач-офтальмолог, автор 30 научных работ, проживает в Одессе[8][11].

## Научная деятельность
Изучал проблемы лечения трахомы и глаукомы, травматизма глаз, трансплантации роговицы, тканевой терапии, вопросов применения радиоактивных изотопов в офтальмологии. Совместно с В. П. Филатовым разработал эластотонометрию — метод определения внутриглазного давления в динамике (иначе — метод ранней диагностики глаукомы), вместе с Б. С. Бродским — постоянный магнит для удаления магнитных инородных тел из органа зрения. Ряд исследований посвятил клинике глаукомы и проблеме борьбы с трахомой. Внёс значительный вклад в вопросы теории тонометрии. Широко пропагандировал тонометр Маклакова и способствовал распространению аппланационной тонометрии во многих странах мира.
В 1956 году совместно с инженером А. Я. Гроссманом и врачом М. Б. Вургафтом создал фотоэлектроэластотонограф, позволяющий быстрее измерять внутриглазное давление и обходиться без краски во время тонометрии.
Состоял главой Одесского офтальмологического общества, консультантом Республиканского глазного госпиталя для инвалидов Великой Отечественной
войны. Автор более 400 научных работ, в том числе четырёх монографий и двух глав для «Многотомного руководства по глазным болезням». С момента основания в 1946 году «Офтальмологического журнала» занимал должность заместителя его редактора, вёл раздел «Консультации периферическим окулистам». Подготовил несколько кандидатов и докторов наук, среди них — доктор медицинских наук, профессор Казанского государственного института усовершенствования врачей Моисей Бенционович Вургафт (1913—1994).

## Память
- Мемориальная доска в Одесса на доме по просп. Александровскому, 19 / 21 с надписью: «Профессор С. Ф. Кальфа выдающийся врач и учёный офтальмолог жил в этом доме 1939—1979»[15].

## Основные труды
- К теории тонометрии тонометрами сплющивания // Русский офтальмологический журнал. — 1927. — Т. 6, № 11. — С. 1132—1142.
- Эластотонометрические исследования // Труды Одесского медицинского института. Сб. науч. работ глазной клиники. — 1936. — Т. 1, № 1.
- Постоянный магнит из железо-никель-алюминиевого сплава для удаления инородных тел из глаз // Вестник офтальмологии. — 1940. — Т. 17, № 4.
- Лечение трахомы местным применением стрептоцида // Вестник офтальмологии. — 1944. — Т. 23, № 2.
- К вопросу об оценке результатов оперативного вмешательства при глаукоме // Офтальмологический журнал. — 1946. — № 4.
- Владимир Петрович Филатов / С. Ф. Кальфа, В. Е. Шевалёв. — Одесса: Одесское обл. изд-во, 1950. — 87 с.
- Глаукома. Советы врача больному глаукомой. — М.: Медгиз, 1958. — 31 с. — (Научно-популярная медицинская литература). — 80 000 экз.
- Бета-лучевая терапия в офтальмологии / Е. Д. Дубовый, С. Ф. Кальфа. — Киев, 1963.
- К вопросу о калибровке эластотонометра Филатова–Кальфа // Офтальмологический журнал. — 1972. — № 8.